# Saison 2019-2020 de l'équipe de France de rugby à sept
Cette page présente la saison 2019-2020 de l'équipe de France de rugby à sept en World Rugby Sevens Series et autres compétitions internationales.

## Transferts
Ci-dessous la liste des transferts concernant les signatures ou fin de contrats fédéraux avec la FFR. 
À l'image de joueurs comme Thibaud Mazzoleni (sous contrat avec son club d'Agen jusqu'en 2020, mais « mis à disposition » de la Fédération française de rugby et l'équipe de France de rugby à sept), plusieurs joueurs inclus dans la liste des joueurs fixes du groupe français, sont indiqués comme encore membres de leur club d'origine, sans plus de précision sur la nature du contrat qui les lies à la FFR. Le flou est même tel que la FFR annonce Alexandre Benard comme lié au RC Massy alors que le club dont il provient, le RC Vannes, prétend qu'il est toujours licencié en Bretagne.
Quatre « nouveaux » joueurs sous contrat arrivent en revanche aussi dans le groupe. Parmi eux seulement Joachim Trouabal est officiellement annoncé sous contrat avec la FFR. Pierre Mignot, membre régulier de l'équipe française la saison passée intègre aussi définitivement l'équipe.
À noter que plusieurs de ces nouveaux joueurs, ainsi que des internationaux à sept de longue date comme Samuel Alerte, passent une majeure partie de la saison avec l'équipe de France développement, coachée par Thierry Janeczek.

## Effectif
Liste des joueurs appelés au cours du World Rugby Sevens Series 2019-2020 et les compétitions ayant suivi.
- Manager: Christophe Reigt
- Entraîneur : Jérôme Daret

| Joueur                | Nombre de tournois joués | Poste            | Numéro       | Numéro       | Numéro       | Numéro       | Numéro       | Numéro       | Numéro       | Numéro       | Numéro       | Numéro       | Numéro | Numéro | Numéro |
| Joueur                | Nombre de tournois joués | Poste            | World Series | World Series | World Series | World Series | World Series | World Series | World Series | World Series | World Series | World Series | GP     | TQO    |        |
| Joueur                | Nombre de tournois joués | Poste            | EAU          | AdS          | NZL          | AUS          | USA          | CAN          | ENG          | FRA          | HKG          | SIN          | RUS    | FRA    |        |
| --------------------- | ------------------------ | ---------------- | ------------ | ------------ | ------------ | ------------ | ------------ | ------------ | ------------ | ------------ | ------------ | ------------ | ------ | ------ | ------ |
| Jean-Pascal Barraque  | 5                        | Demi d'ouverture | 10           | 10           | 10           | 10           | 10           | –            | –            | –            | –            | –            | –      | –      |        |
| Terry Bouhraoua       | 5                        | Demi de mêlée    | 4            | –            | 4            | 4            | 4            | 4            | –            | –            | –            | –            | –      | –      |        |
| Mathias Colombet      | 2                        | Pilier           | –            | –            | –            | –            | 9            | 9            | –            | –            | –            | –            | –      | –      |        |
| Manoël Dall'igna      | 1                        | Talonneur        | 2            | –            | –            | –            | –            | –            | –            | –            | –            | –            | –      | –      |        |
| Ethan Dumortier       | 2                        | Pilier           | –            | –            | –            | –            | 8            | 8            | –            | –            | –            | –            | –      | –      |        |
| William Iraguha       | 4                        | Demi de mêlée    | –            | 2            | –            | 12           | 13           | 11           | –            | –            | –            | –            | –      | –      |        |
| Jean-Teiva Jacquelain | 2                        | Ailier           | –            | –            | –            | –            | 12           | 12           | –            | –            | –            | –            | –      | –      |        |
| Rémi Siega            | 6                        | Ailier           | 7            | 7            | 7            | 7            | 7            | 7            | –            | –            | –            | –            | –      | –      |        |
| Pierre-Gilles Lakafia | 4                        | Ailier           | 8            | 8            | 8            | 8            | –            | –            | –            | –            | –            | –            | –      | –      |        |
| Jonathan Laugel       | 6                        | Pilier           | 1            | 1            | 1            | 13           | 1            | 1            | –            | –            | –            | –            | –      | –      |        |
| Thibaud Mazzoleni     | 3                        | Demi d'ouverture | 5            | 5            | 12           | –            | –            | –            | –            | –            | –            | –            | –      | –      |        |
| Marvin O'Connor       | 6                        | Talonneur        | 9            | 9            | 2            | 2            | 2            | 2            | –            | –            | –            | –            | –      | –      |        |
| Pierre Mignot         | 5                        | Pilier           | 12           | 12           | 9            | 9            | –            | 10           | –            | –            | –            | –            | –      | –      |        |
| Stephen Parez         | 5                        | Demi de mêlée    | –            | 4            | 5            | 5            | 5            | 5            | –            | –            | –            | –            | –      | –      |        |
| Paulin Riva           | 6                        | Centre           | 6            | 6            | 6            | 6            | 6            | 6            | –            | –            | –            | –            | –      | –      |        |
| Jordan Sepho          | 1                        | Ailier           | –            | –            | –            | –            | –            | 13           | –            | –            | –            | –            | –      | –      |        |
| Sacha Valleau         | 5                        | Pilier           | 11           | 11           | 11           | 11           | 11           | –            | –            | –            | –            | –            | –      | –      |        |
| Tavite Veredamu       | 6                        | Pilier           | 3            | 3            | 3            | 3            | 3            | 3            | –            | –            | –            | –            | –      | –      |        |
| Antoine Zeghdar       | 2                        | Pilier           | –            | 13           | 13           | 1            | –            | –            | –            | –            | –            | –            | –      | –      |        |

- en gras les noms des joueurs sous contrat fédéral[17],[18],[19] et les numéros des capitaines
- en italique les numéros des joueurs remplaçants appelés à jouer dans un second temps

(En fonction des absences, des joueurs de rugby à XV peuvent être appelés pour disputer un tournoi parmi la liste « France 7 » constituée par la convention FFR/LNR,)

## Parcours dans lesWorld Rugby Sevens Series

### Tournée africaine

#### Dubaï
| Poule A    | Poule A  | Cup        | Cup      |
| Adversaire | Résultat | Adversaire | Résultat |
| ---------- | -------- | ---------- | -------- |
| Argentine  | 12-10    | Angleterre | 12-19    |
| Japon      | 41-5     | Angleterre | 12-19    |
| Fidji      | 14-24    | Angleterre | 12-19    |

| Classement final | Points | Évolution classement |
| ---------------- | ------ | -------------------- |
| 6e               | 12     | 6e                   |

#### Le Cap
| Poule C    | Poule C  | Cup            | Cup      |
| Adversaire | Résultat | Adversaire     | Résultat |
| ---------- | -------- | -------------- | -------- |
| Espagne    | 40-7     | Argentine      | 19-10    |
| Écosse     | 24-19    | Afrique du Sud | 14-21    |
| Angleterre | 33-12    | Fidji          | 29-24    |

| Classement final | Points | Évolution classement |
| ---------------- | ------ | -------------------- |
| 3e               | 17     | 3e                   |

### Tournée océanienne

#### Wellington
| Poule C    | Poule C  | Cup              | Cup      |
| Adversaire | Résultat | Adversaire       | Résultat |
| ---------- | -------- | ---------------- | -------- |
| Espagne    | 21-17    | Angleterre       | 10-5     |
| Canada     | 12-12    | Angleterre       | 10-5     |
| Irlande    | 17-7     | Nouvelle-Zélande | 27-5     |

| Classement final | Points | Évolution classement |
| ---------------- | ------ | -------------------- |
| 2e               | 19     | 3e                   |

#### Sydney
| Poule B    | Poule B  | Cup              | Cup      |
| Adversaire | Résultat | Adversaire       | Résultat |
| ---------- | -------- | ---------------- | -------- |
| États-Unis | 0-7      | Nouvelle-Zélande | 5-28     |
| Canada     | 17-12    | Australie        | 14-17    |
| Kenya      | 40-17    | -                | -        |

| Classement final | Points | Évolution classement |
| ---------------- | ------ | -------------------- |
| 7e               | 10     | 3e                   |

### Tournée nord-américaine

#### Las Vegas
| Poule A      | Poule A  | Cup              | Cup      |
| Adversaire   | Résultat | Adversaire       | Résultat |
| ------------ | -------- | ---------------- | -------- |
| Argentine    | 26-26    | Nouvelle-Zélande | 14-29    |
| Fidji        | 33-28    | États-Unis       | 5-24     |
| Corée du Sud | 31-12    | -                | -        |

| Classement final | Points | Évolution classement |
| ---------------- | ------ | -------------------- |
| 7e               | 11     | 4e                   |

#### Vancouver
| Poule B        | Poule B  | Challenge trophy | Challenge trophy |
| Adversaire     | Résultat | Adversaire       | Résultat         |
| -------------- | -------- | ---------------- | ---------------- |
| Canada         | 21-31    | Irlande          | 22-22            |
| Pays de Galles | 19-21    | Samoa            | 19-0             |
| Fidji          | 17-26    | Écosse           | 7-12             |

| Classement final | Points | Évolution classement |
| ---------------- | ------ | -------------------- |
| 10e              | 7      | 6e                   |